# Anthelme de Clermont
Anthelme de Clermont est un prélat du XIIIe siècle, évêque de Maurienne sous le nom de Anthelme Ier, afin de le distinguer d'Anthelme II de Clermont, également évêque de Maurienne (1334-1349).

## Biographie
Anthelme de Clermont — que l'on trouve dans les documents sous les formes Anselmus ou Anthelmus de Cappela, voire Anthelme de Capello — est membre de la famille noble de Clermont,. Les auteurs de l’Histoire de Savoie - La Savoie de l'an mil à la Réforme (1984) donnent quant à eux Anthelme Ier de Capello.
Anthelme de Clermont est doyen de l'église d'Herfort, en Angleterre, lorsqu'il est élu par le Chapitre pour succéder à Pierre de Morestel (†1261) à la tête du diocèse de Maurienne,. Besson le nomme Anthelme II, ayant placé, par erreur, un précédent Anthelme quelques années plus tôt. Le chanoine Angley indique qu'il aurait pu être ainsi dans la suite de Pierre d'Aigueblanche lorsqu'il se rend en Angleterre. Il semble avoir fait plusieurs visites pastorales.
Il donne, en 1267, des statuts à la cathédrale, les premiers dont on a une trace,. Il est appelé avec l'évêque de Grenoble, la même année, à régler un différend entre l'archevêque de Tarentaise, Rodolphe Grossi, et Aimon d'Aigueblanche, seigneur de Briançon, dont la famille porte le titre de vicomte de Tarentaise.
Anthelme de Clermont semble tomber malade durant l'hiver 1269. On connait son testament, en date du 26 février 1269, (Angley donne le 23 pour date de sa mort). Il fait plusieurs donation notamment aux chanoines, aux curés de son évêché, aux moniales du Betton, aux Chartreux d'Aillon, etc. Il offre notamment un psautier aux franciscains de Chambéry.

## Armoiries épiscopales

Les armes de la famille de Clermont.

Les armes des Clermont se blasonnent ainsi : De gueules à deux clefs d'argent passées en sautoir..